# 마크 앨런 (배우)
마크 앨런(Mark Alan)은 미국의 영화배우, 영화 프로듀서이다.

## 영화
- 매직 아워 (2015년) - 스탠 역
- 엑스 (2014년) - 고스 바탠더 역
- 곤 (2011년) - 데이비드 역